# Jordann Perret
Jordann Perret (* 15. října 1994 Autrans, Francie) je francouzský lední hokejista, hrající za klub Mountfield HK.
Perret začal hrát hokej za klub ve Villard-de-Lans. V roce 2011 odešel do klubu Grenoble, kde v roce 2013 začal nastupovat za A-tým. V roce 2016 přestoupil do klubu Rouen Hockey Élite 76, kde vydržel pouze jednu sezónu. Následně odešel na své první zahraniční angažmá do Česka, kde hrál za klub HC Dynamo Pardubice v rámci ELH. Vydržel zde dvě sezóny, následně přestoupil do klubu Mountfield HK.

## Hráčská kariéra
- 2013/14 Brûleurs de Loups de Grenoble
- 2014/15 Brûleurs de Loups de Grenoble
- 2015/16 Brûleurs de Loups de Grenoble
- 2016/17 Rouen Hockey Élite 76
- 2017/18 HC Dynamo Pardubice
- 2018/19 HC Dynamo Pardubice
- 2019/20 Mountfield HK
- 2020/21 Mountfield HK
- 2021/22 Mountfield HK
- 2022/23 Mountfield HK
- 2023/24 Mountfield HK
- 2024/25 Mountfield HK
- 2025/26 Mountfield HK

## Reprezentace
| Rok                       | Tým                       | Soutěž                    | Z  | G | A | B | TM |
| ------------------------- | ------------------------- | ------------------------- | -- | - | - | - | -- |
| 2014                      | Francie 20                | MSJ                       | 2  | 3 | 1 | 4 | 0  |
| 2016                      | Francie                   | MS                        | 7  | 1 | 1 | 2 | 0  |
| 2017                      | Francie                   | MS                        | 7  | 0 | 1 | 1 | 0  |
| 2018                      | Francie                   | MS                        | 7  | 1 | 3 | 4 | 0  |
| 2019                      | Francie                   | MS                        | 7  | 0 | 0 | 0 | 0  |
| 2022                      | Francie                   | MS                        | 7  | 1 | 0 | 1 | 0  |
| 2023                      | Francie                   | MS                        | 1  | 0 | 0 | 0 | 0  |
| Juniorská kariéra celkově | Juniorská kariéra celkově | Juniorská kariéra celkově | 2  | 3 | 1 | 4 | 0  |
| Seniorská kariéra celkově | Seniorská kariéra celkově | Seniorská kariéra celkově | 36 | 3 | 5 | 8 | 0  |